# Буикани (Мехединци)
Буикани (рум. Buicani) насеље је у Румунији у округу Мехединци у општини Поноареле. Oпштина се налази на надморској висини од 387 m.

## Становништво
Према подацима из 2002. године у насељу је живело 110 становника, од којих су сви румунске националности.